# آلفين بي شابيرو
آلفين بي شابيرو (بالإنجليزية: Alvin P. Shapiro)‏ هو طبيب أمريكي، ولد في 28 ديسمبر 1920 في ناشفيل في الولايات المتحدة، وتوفي في 21 نوفمبر 1998 في بيتسبرغ في الولايات المتحدة.